# Steve Oedekerk

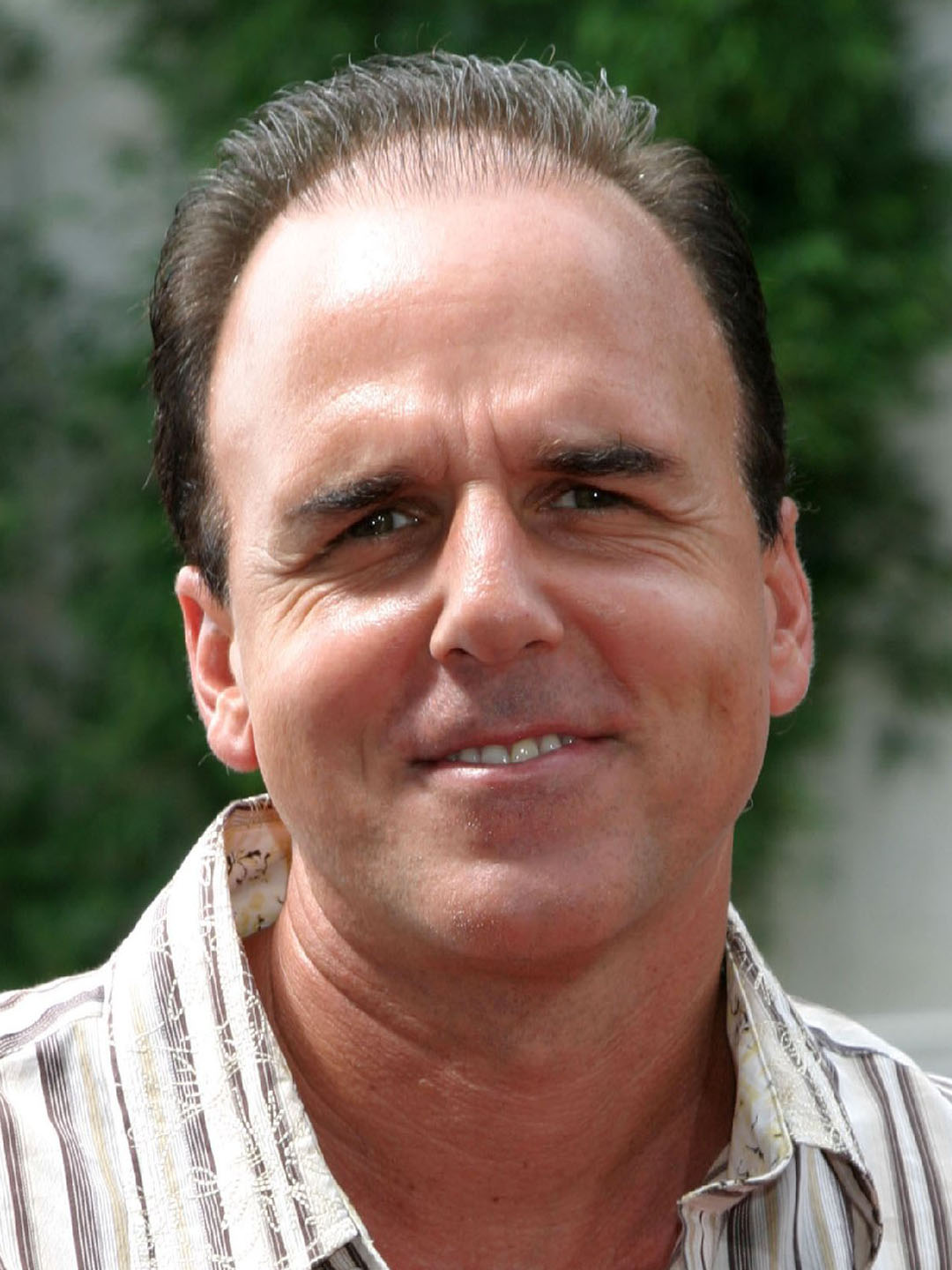
Steve Oedekerk, 2006

Steve Oedekerk (* 27. November 1961 in Los Angeles, USA) ist ein US-amerikanischer Komiker, Filmregisseur, Filmproduzent, Drehbuchautor und Schauspieler.

## Leben
Er arbeitete in den späten 1980ern und frühen 1990ern für NBC, ABC, UPN und FOX. Dort kreierte er viele verschiedene TV-Specials. Bei der US-amerikanischen Fernsehsendung In Living Color auf FOX lernte er den Stand-Up-Comedian und Schauspieler Jim Carrey kennen.
1994 wirkte er in dem Film Ace Ventura – Ein tierischer Detektiv mit und wurde ein Jahr später der Regisseur der Fortsetzung Ace Ventura – Jetzt wird’s wild. Außerdem spielte er neben Thomas F. Wilson, Denise Crosby, Fred Willard und Jim Carrey die Hauptrolle in Eine Nervensäge (High Strung). 1996 schrieb er das Drehbuch von Der verrückte Professor und führte Regie bei Nix zu verlieren. Zwei Jahre darauf war er als Drehbuchautor am Patch Adams beteiligt. Im Jahr 2002 übernahm er bei Kung Pow: Enter the Fist Produktion, Regie und Hauptrolle. Das Drehbuch stammt ebenfalls von ihm.
2006 inszenierte er den Animationsfilm Der tierisch verrückte Bauernhof.
Er hat ein eigenes Entertainmentstudio „O Entertainment“, das er 1990 gründete. Er ist mit dem Filmregisseur Tom Shadyac befreundet. Die beiden kooperieren auch gelegentlich, so verfasste Oedekerk etwa die Drehbücher zu Shadyacs Filmen Bruce Allmächtig (2003) und Evan Allmächtig (2007).
Oedekerk produzierte die Thumbs!-Trickfilmreihe bei der verschiedene Hollywoodfilme unter Benutzung von „Thumbmation“ – Daumen mit überlagertem Gesicht – persifliert werden.
Für seine Arbeit an dem Film Jimmy Neutron – Der mutige Erfinder wurde er 2002 für den Oscar nominiert. 2009 erhielt für den Film Back at the Barnyard einen Emmy.

## Filmografie (Auswahl)
- 1992: Eine Nervensäge (High Strung)
- 1995: Ace Ventura – Jetzt wird’s wild (Ace Ventura: When Nature Calls)
- 1997: Nix zu verlieren (Nothing to Lose)
- 2001: Jimmy Neutron – Der mutige Erfinder (Jimmy Neutron: Boy Genius)
- 2002: Kung Pow: Enter the Fist
- 2006: Der tierisch verrückte Bauernhof (Barnyard)